# جلایر (شازند)
جلایر یک روستا در ایران است که در دهستان نهرمیان شهرستان شازند استان مرکزی واقع شده‌است. جلایر ۱٬۳۵۹ نفر جمعیت دارد.
زبان مردم لری میباشد 